# Босе (Де Севр)
Босе (фр. Beaussais) насеље је и општина у западној Француској у региону Поату-Шарант, у департману Де Севр која припада префектури Ниор.
По подацима из 2011. године у општини је живело 968 становника, а густина насељености је износила 61,46 становника/km². Општина се простире на површини од 15,75 km². Налази се на средњој надморској висини од 150 метара (максималној 187 m, а минималној 112 m).

## Демографија
| 1962. | 1968. | 1975. | 1982. | 1990. | 1999. | 2011. |
| ----- | ----- | ----- | ----- | ----- | ----- | ----- |
| 388   | 445   | 374   | 390   | 362   | 356   | 968   |

График промене броја становника у току последњих година